# ルドルフ・バッツ
ルドルフ・バッツ（Rudolf Batz、1903年11月10日‐1961年2月8日）は、ナチス・ドイツの親衛隊（SS）の将校。最終階級は親衛隊少佐（SS Sturmbannführer）。移動殺人部隊アインザッツグルッペンの指揮官の一人。バルト三国の民間人への虐殺に責任がある。

## 略歴
テューリンゲンのバート・ランゲンザルツァ（de:Bad Langensalza）出身。ゲッティンゲン大学で法学を学ぶ。1933年5月1日に国家社会主義ドイツ労働者党（ナチス党）に入党。1935年12月10日に親衛隊（SS）に入隊。1940年に親衛隊少佐となる。独ソ戦開戦後、1941年7月から11月にかけてアインザッツグルッペンA隷下のアインザッツコマンド2隊の指揮官となる。バルト三国で銃殺を行っていた。1943年にクラクフの保安警察及びSD指揮官（Kommandeure der Sicherheitspolizei und des SD 略称KdS）となる。この後、すぐにハノーファーのゲシュタポ長官となる。
戦後、バッツは長く逮捕を免れて西ドイツで暮らしていた。しかし1961年に逮捕され、裁判の前に自殺した。

## 文献
- （ドイツ語） Krausnick, Helmut / Wilhelm, Hans-Heinrich: Die Truppe des Weltanschauungskrieges: Stuttgart: DVA, 1981 ISBN 3421019878